# پل هفت‌چشمه
پل هفت چشمه (پل داشکسن) مربوط به دوره صفوی است و در اردبیل، روی رودخانه بالیقلوچای واقع شده و این اثر در تاریخ ۲۸ مرداد ۱۳۴۸ با شمارهٔ ثبت ۸۷۵ به‌عنوان یکی از آثار ملی ایران به ثبت رسیده است.